# Museo Konuralp
Il Museo Konuralp è un museo nella provincia di Düzce, in Turchia. Konuralp, è una città che prende il nome da un condottiero ottomano nella provincia di Düzce, ormai è quasi inurbata con il capoluogo, essendo di fatto un sobborgo. Il museo è situato in Cumhuriyet Caddesi (Via della Repubblica) alle coordinate 40°54′14″N 31°09′13″E. È stato inaugurato il 18 novembre 1994.
L'edificio museale dispone di tre sale espositive, un laboratorio, una sala conferenze, due magazzini e locali riservati all'amministrazione.
Ci sono 1788 reperti archeologici nel museo. Konuralp è fondata sui resti della antica città Prusias ad Hypium, dai cui scavi provengono gli oggetti esposti. Fra i reperti più importanti, ricordiamo un sarcofago del I secolo, il mosaico di Orfeo, il mosaico di Achille e Teti e la copia del II secolo della scultura di Tyche e Pluto (l'originale, proveniente comunque dagli scavi di Prusias ad Hypium è esposto ai Musei Archeologici di Istanbul). Nella sezione etnografica sono esposti abiti, armi, articoli di uso quotidiano ed altro, che rappresentano la vita nel tardo impero ottomano. La collezione numismatica è forte di 3837 monete, che spaziano dall'era ellenistica a quella ottomana.